# Condado de LaGrange
O Condado de LaGrange é um dos 92 condados do estado americano de Indiana. A sede do condado é LaGrange, e sua maior cidade é LaGrange. O condado possui uma área de 1,002 km² (dos quais 19 km² estão cobertos por água), uma população de 34 909 habitantes, e uma densidade populacional de 36 hab/km² (segundo o censo nacional de 2000). O condado foi fundado em 1832.